# Dreiteiliger Wasserhahnenfuß
Der Dreiteilige Wasserhahnenfuß (Ranunculus tripartitus) ist eine Pflanzenart aus der Gattung Hahnenfuß (Ranunculus) innerhalb der Familie der Hahnenfußgewächse (Ranunculaceae).

## Beschreibung

### Vegetative Merkmale
Der Dreiteilige Wasserhahnenfuß ist eine sommergrüne, einjährige oder ausdauernde krautige Pflanze.
Sie bildet dunkelgrüne, drei- bis fünflappige, keilförmige, tiefgespaltene Schwimmblätter aus. Diese können aber auch fehlen. In tieferem Wasser bildet sie fein zerteilte, haarförmige Wasserblätter. Die Wasserblätter sind stark gegliedert und sehr viel kürzer als die Abstände der Stängelknoten. Die Nebenblätter sind zu mehr als 2/3 mit dem Blattstiel verwachsen.

### Generative Merkmale
Die Blütezeit reicht von März bis Mai. Am oberen Teil der Stängel entspringen wenige Blüten und ragen über die Wasseroberfläche. Die langen Blütenstiele entspringen gegenüber dem Blattansatz.
Die zwittrige Blüte ist relativ klein und fünfzählig. Die Kelchblätter sind nur wenig kürzer als die Kronblätter und behaart. Die weißen Kronblätter sind in der Regel weniger als 5 Millimeter lang (1,25 bis 4,5 mm) und nicht verwachsen. Die Blüte entwickelt zahlreiche Staubblätter, dabei werden auch Nektarblätter ausgebildet.
In einer kugelförmigen Sammelnussfrucht befinden sich 10 bis 15 kahle Nüsschen.
Es liegt Hexaploidie mit einer Chromosomenzahl von 2n = 48 vor.

### Ökologie
Beim Dreiteiligen Wasserhahnenfuß handelt es sich um eine Wasserpflanze = Hydrophyten. Manchmal ist es ein Therophyt. Der Dreiteilige Wasserhahnenfuß tritt in kleineren bis größeren Gruppen auf.
Die Bestäubung der Blüten erfolgt durch Insekten oder durch Selbstbestäubung der zwittrigen Blüten. Zu ihrer Vermehrung nützt diese Pflanze die Wasserausbreitung.

## Vorkommen und gefährdung
Das Hauptverbreitungsgebiet ist Westeuropa, von Portugal bis Großbritannien. Der Dreiteilige Wasserhahnenfuß tritt sporadisch in den warm gemäßigten Gebieten Nordwesteuropas und im Mittelmeerraum bis in Höhenlagen von etwa 700 Meter auf. Außerhalb Europas kommt er nur noch in Marokko und in Algerien vor. In einigen europäischen Ländern wird er auf der Roten Liste für gefährdete Arten geführt. Fundstellen in Deutschland gab es von dem Jahr 2000 lediglich in Schleswig-Holstein. Die Bewertungen in der Roten Liste gefährdeten Pflanzenart in Deutschland nach Metzing et al. 2018 ist Kategorie 0 = „ausgestorben“.  Es ist umstritten ob diese Art überhaupt in Deutschland vorkam oder nur falsch bestimmt wurde.
Diese lichtliebende Pflanzenart wächst in saisonalen Wasserstellen, flachen Teichen und Gräben mit leicht sauren Lehm- und Sandböden. Bevorzugt findet man sie in Heidegebieten. Nach den ökologischen Zeigerwerten von Ellenberg markiert diese Wasserpflanze warmes bis mäßig warmes, extremes Seeklima. Sie weist auf stark wechselnde Wasserstände und schwach basische oder saure, stickstoffarme Böden hin. Sie ist eine Charakterart des Ranunculetum peltati, kommt aber in der Landform auch in Pflanzengesellschaften des Verbands Nanocyperion vor.

## Systematik
Die Erstbeschreibung von Ranunculus tripartitus erfolgte 1808 durch Augustin Pyramus de Candolle in Icones Plantarum Gall. Rar. 1, S. 15. Das Typusmaterial vermutete man in Paris, da es dort nicht auffindbar ist, wurde die Illustration aus de Candolle's Erstbeschreibung als Typotypus festgelegt.
Für Ranunculus tripartitus DC. gibt es einige Synonyme: Batrachium tripartitum (DC.) Gray, Batrachium lutarium Revel, Ranunculus petiveri W.D.J.Koch, Batrachium petiveri (W.D.J.Koch) F.W.Schultz, Ranunculus tripartitus var. minoriflorus Pau, Ranunculus tripartitus var. minoriflorus Pau, Ranunculus aquatilis subsp. minoriflorus (Pau) Maire.

### Artengruppe Wasserhahnenfuß
Der Dreiteilige Wasserhahnenfuß (Ranunculus tripartitus) gehört zur Artengruppe Wasserhahnenfuß (Ranunculus aquatilis agg.).
Wegen der sehr ähnlichen Merkmale wurde für die Wasserhahnenfuß-Arten eine eigene Artengruppe Ranunculus aquatilis agg. gebildet. Sie besteht aus den folgenden Mitgliedern:
- Gewöhnlicher Wasserhahnenfuß (Ranunculus aquatilis L.)
- Reinweißer Wasserhahnenfuß (Ranunculus ololeucos Lloyd)
- Schild-Wasserhahnenfuß (Ranunculus peltatus Schrank)
- Rions Wasserhahnenfuß (Ranunculus rionii Lagger)
- Pinselblättriger Wasserhahnenfuß (Ranunculus penicillatus Dum.)
- Haarblättriger Wasserhahnenfuß (Ranunculus trichophyllus Chaix)
- Dreiteiliger Wasserhahnenfuß (Ranunculus tripartitus DC.)